# جيرالدين بيج
جيرالدين سو بيج (بالإنجليزية: Geraldine Page)‏ (22 نوفمبر 1924 - 13 يونيو 1987)، ممثلة أمريكية. 
تلقت بيج إشادات على عملها في مسرح برودواي، وفي أفلام هوليوود الضخمة، وفي الإنتاجات التلفزيونية. حصلت بيج على جائزة الأوسكار (ترشحت لنفس الجائزة ثماني مرات)، وحصلت على جائزتي إيمي برايم تايم، وعلى جائزتي غوادن غلوب، وعلى جائزة الأكاديمية البريطانية لفنون السينما والتلفزيون، بالإضافة إلى ترشيحها لجائزة توني أربع مرات.
ولدت بيج في مدينة كيركفيل في ولاية ميزوري الأمريكية، ودرست في معهد الفن في شيكاغو. تلقت بيج تعليمها جنبًا إلى جنب مع كل من أوتا هاغين ولي ستراسبرغ في مدينة نيويورك، قبل أن تنضم إلى طاقم عمل الفيلم الغربي هوندو (1953)، في أول دور مسجل لها، ونالت عن أدائها في هذا الفيلم أول ترشيح لجائزة الأوسكار لأفضل ممثلة مساعدة. أُضيفت بيج، بعد ذلك، إلى القائمة السوداء في هوليوود بسبب علاقتها بهاغين، ولم تعمل بعدها في مجال صناعة الأفلام لمدة ثماني سنوات. استمرت بيج بالظهور على شاشة التلفزيون وعلى خشبة المسرح، وحصلت على أول ترشيح لجائزة توني عن أدائها في مسرحية طائر الشباب الجميل (1959 – 1960)، وأعادت تمثيل نفس الدور في فيلم طائر الشباب الجميل عام 1962، وحصلت، عن أدائها فيه، على جائزة غولدن غلوب.
حصلت بيج على ترشيحات إضافية لجائزة الأوسكار عن أدوارها في فيلم يور أبيغ بوي ناو في عام 1966، وفيلم بيت إن تيلي لعام 1972، ورُشحت بعد ذلك لجائزة توني عن أدائها في مسرحية أبسورد بيرسون سينغيولر التي عرضت بين عامي (1974 و 1975). ظهرت بيج في تلك الفترة في فيلم الإثارة وات إيفر هابيند تو آنت آليس (1969) مع الممثلة روث غوردون، وفي فيلم المسحور (1971)، مع الممثل كلينت إيستوود. في عام 1977، أدت بيج بصوتها دور السيدة ميدوسا في فيلم المنقذون من إنتاج شركة والت ديزني، وأدت في عام 1978 أحد الأدوار في فيلم إنتريورز للمخرج وودي آلين، وحصلت عن دورها في هذا الفيلم على جائزة بافتا لأفضل ممثلة في دور ثانوي.
عادت بيج، بعد إضافة اسمها إلى قاعة مشاهير المسرح الأمريكي في عام 1979 تكريمًا لها على عملها المسرحي، إلى مسرح برودواي وأدت، في عام 1982، دورًا رئيسًا في مسرحية أجنيس أوف غاد، واستحقت، عن دورها هذا، الترشيح الثالث لجائزة توني. رُشحت بيج لجائزة الأوسكار ثمانية مرات، كان منها ترشيحها عن دورها في فيلم ذا بوب أو غرينويتش فيليج عام 1984، وعن دورها في فيلم رحلة إلى بونتيفول عام 1985، وحصلت على جائزة الأوسكار لأفضل ممثلة عن دورها الأخير. توفيت بيج عام 1987 في مدينة نيويورك أثناء جولة لعرض مسرحيتها بليث سبيريت التي ترشحت، عن دورها فيها، لجائزة توني للمرة الرابعة. 

## النشأة
ولدت بيج في 22 نوفمبر من عام 1924 في مدينة كيركفيل الواقعة في ولاية ميزوري الأمريكية، وكانت الطفل الثاني لإدنا بيرل مايز، وليون إلوين بيج، الذي كان يعمل في كلية أندرو تايلور ستيل للجراحة وتقويم العظام (بالإضافة إلى عمله في المدرسة الأمريكية لتقويم العظام، التي أصبحت تُعرف فيما بعد باسم «جامعة أي تي ستيل»). كان والد جيرالدين «ليون» مؤلفًا، وشملت أعماله كتاب التشريح العملي الصادر عام 1925 ، وكتاب أساسيات تقويم العظام الصادر عام 1926، وكتاب الطبيب القديم الصادر عام 1932. كان لجيرالدين أخ واحد يكبرها سنًا، اسمه دونالد.

## مواقع خارجية
- جيرالدين بيج على موقع IMDb (الإنجليزية)
- جيرالدين بيج على موقع الموسوعة البريطانية (الإنجليزية)
- جيرالدين بيج على موقع روتن توميتوز (الإنجليزية)
- جيرالدين بيج على موقع ألو سيني (الفرنسية)
- جيرالدين بيج على موقع ميوزك برينز (الإنجليزية)
- جيرالدين بيج على موقع تيرنر كلاسيك موفيز (الإنجليزية)
- جيرالدين بيج على موقع أول موفي (الإنجليزية)
- جيرالدين بيج على موقع قاعدة بيانات برودواي على الإنترنت (الإنجليزية)
- جيرالدين بيج على موقع قاعدة بيانات الأفلام السويدية (السويدية)
- جيرالدين بيج على موقع إن إن دي بي (الإنجليزية)